# بروخورشایفه
بروخورشایفه (به آلمانی: Bruchertseifen) یک شهر در آلمان است که در راینلاند-فالتس واقع شده‌است.

## خصوصیات
بروخورشایفه ۷۵۴ نفر جمعیت دارد.